# Länsiletto (ö i Uleåborg)
Länsiletto är en ö i Finland. Den ligger i Bottenviken och i kommunen Uleåborg i den ekonomiska regionen  Uleåborgs ekonomiska region i landskapet Norra Österbotten, i den norra delen av landet. Ön ligger omkring 27 kilometer nordväst om Uleåborg och omkring 560 kilometer norr om Helsingfors.
Öns area är 1 hektar och dess största längd är 210 meter i sydöst-nordvästlig riktning.